# Banthelu
Banthelu és un municipi francès, situat al departament de Val-d'Oise i a la regió d'Illa de França. L'any 2007 tenia 117 habitants.
Forma part del cantó de Vauréal, del districte de Pontoise i de la Comunitat de comunes Vexin-Val de Seine.

## Demografia

### Població
El 2007 la població de fet de Banthelu era de 117 persones. Hi havia 47 famílies, de les quals 12 eren unipersonals (4 homes vivint sols i 8 dones vivint soles), 15 parelles sense fills, 12 parelles amb fills i 8 famílies monoparentals amb fills.
La població ha evolucionat segons el següent gràfic:
Habitants censats

### Habitatges
El 2007 hi havia 53 habitatges, 45 eren l'habitatge principal de la família, 3 eren segones residències i 4 estaven desocupats. 46 eren cases i 7 eren apartaments. Dels 45 habitatges principals, 33 estaven ocupats pels seus propietaris, 11 estaven llogats i ocupats pels llogaters i 2 estaven cedits a títol gratuït; 4 tenien dues cambres, 3 en tenien tres, 14 en tenien quatre i 24 en tenien cinc o més. 37 habitatges disposaven pel capbaix d'una plaça de pàrquing. A 16 habitatges hi havia un automòbil i a 27 n'hi havia dos o més.

### Piràmide de població
La piràmide de població per edats i sexe el 2009 era:
| Homes | Edats   | Dones |
| ----- | ------- | ----- |
| 0     | 95 o +  | 0     |
| 0     | 90 a 94 | 0     |
| 0     | 85 a 89 | 4     |
| 0     | 80 a 84 | 0     |
| 0     | 75 a 79 | 0     |
| 4     | 70 a 74 | 0     |
| 4     | 65 a 69 | 0     |
| 4     | 60 a 64 | 4     |
| 4     | 55 a 59 | 4     |
| 4     | 50 a 54 | 4     |
| 4     | 45 a 49 | 16    |
| 8     | 40 a 44 | 0     |
| 8     | 35 a 39 | 8     |
| 4     | 30 a 34 | 4     |
| 4     | 25 a 29 | 4     |
| 4     | 20 a 24 | 0     |
| 4     | 15 a 19 | 8     |
| 12    | 10 a 14 | 4     |
| 4     | 5 a 9   | 4     |
| 0     | 0 a 4   | 0     |

## Economia
El 2007 la població en edat de treballar era de 77 persones, 60 eren actives i 17 eren inactives. De les 60 persones actives 54 estaven ocupades (27 homes i 27 dones) i 6 estaven aturades (3 homes i 3 dones). De les 17 persones inactives 7 estaven jubilades, 5 estaven estudiant i 5 estaven classificades com a «altres inactius».
Activitats econòmiques
L'únic establiment que hi havia el 2007 era d'una empresa de serveis.
L'any 2000 a Banthelu hi havia 4 explotacions agrícoles que ocupaven un total de 684 hectàrees.

## Poblacions més properes
El següent diagrama mostra les poblacions més properes.